# Sokolac
Sokolac (in serbo: Соколац) è un comune della Repubblica Serba di Bosnia ed Erzegovina con 12.607 abitanti al censimento 2013 ed è uno dei 6 comuni che compongono la città di Istočno Sarajevo (Sarajevo Est).